# Endrosa fuliginosa
Endrosa fuliginosa là một loài bướm đêm thuộc phân họ Arctiinae, họ Erebidae.